# Johannes Michiel Buckx

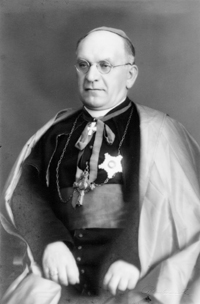
Johannes Michiel Buckx (um 1925)

Johannes Michiel Buckx SCI (* 6. August 1881 in Born; † 22. September 1946 in Sittard) war ein niederländischer römisch-katholischer Geistlicher und Apostolischer Vikar von Finnland.

## Leben
Johannes Michiel Buckx trat der Ordensgemeinschaft der Dehonianer bei und empfing am 26. Juli 1925 die Priesterweihe.
Papst Benedikt XV. ernannte ihn am 20. März 1921 zum Apostolischen Administrator von Finnland. Am 23. Mai 1923 ernannte ihn Pius XI. zum Titularbischof von Doliche und zum Apostolischen Vikar von Finnland. Der Kardinalpräfekt der Kongregation De Propaganda Fide, Wilhelmus Marinus van Rossum CSsR, spendete ihm am 15. August desselben Jahres die Bischofsweihe; Mitkonsekratoren waren Johann Evangelist Erich Müller, Apostolischer Vikar von Schweden, und Johannes Hendrik Olav Smit, Apostolischer Vikar von Norwegen und Spitzbergen.
Von seinem Amt trat er am 26. Juli 1933 zurück.